# Plynárna Žižkov
Plynárna Žižkov (Pražská obecní plynárna na Žižkově) v Praze je zaniklá plynárna, která stála v místech fotbalového stadionu Viktorie Žižkov a Domu odborových svazů, na pozemku ohraničeném ulicemi Seifertova, Krásova, Vlkova a U Rajské zahrady.

## Historie
Plynárna byla postavena v roce 1866 podle projektu Augusta Jahna pro město Žižkov jako první obecní plynárna v Čechách (komerční plynárny byly od roku 1847 v Karlíně a od roku 1857 na Smíchově). Vyráběla plyn pro osvětlení ulic, veřejných budov i domácností. Jejím prvním ředitelem byl August Jahn, bývalý ředitel plynárny v Drážďanech. Výstavbě plynárny padla za oběť usedlost Boudečka, která stále v místech dnešního parčíku Radost a fotbalového stadionu, a usedlost Dirixka v místech pozdějšího paláce Všeobecného penzijního ústavu (Dům odborových svazů, dům Radost).
Vedle plynárny byla roku 1868 postavena továrna na čpavek, která zpracovávala odpadní vody z plynáren podle vlastní technologie - destilací čpavkové vody s vápnem. Plynárna se čpavkárnou byly v provozu do roku 1926, v průběhu dalších 7 let byly postupně zbořeny. Plynárnu nahradila nová plynárna v Michli. V roce 2019 zmizela poslední dochovaná část po původní plynárně, zeď v Krásově ulici.
Na místě plynárny a čpavkárny vznikl palác Všeobecného penzijního ústavu (1934) a travnaté fotbalové hřiště projanaté v 60. letech městským obvodem klubu FK Slavoj Žižkov, v roce 1965 přejmenovanému zpět na FK Viktoria Žižkov; v roce 1968 bylo hřiště doplněné tribunou a v roce 1973 osvětlovacími stožáry, čímž vznikl dnešní stadion FK Viktoria Žižkov.

## Zajímavosti
Při rozebrání Krocínovy kašny ze Staroměstského náměstí v roce 1862 byl městský znak umístěn nad bránu tehdy budované plynárny na Žižkově a materiál použit při její výstavbě.